# 칼리 리눅스
칼리 리눅스(영어: Kali Linux)는 Offensive Security가 개발한 컴퓨터 운영 체제이다. 이 안에는 백트랙처럼 수많은 해킹과 관련된 도구와 매뉴얼이 있다. 백트랙은 우분투를 기반으로, 칼리 리눅스는 데비안을 기반으로 만들었다. 칼리 리눅스는 공식 사이트에서 ISO 이미지 파일 또는 토렌트 등을 이용하여 무료로 다운로드할 수 있다. 칼리 리눅스는 대부분 가상 머신에서 주로 사용한다..
칼리 리눅스는 여러 해킹 도구와 해킹툴을 포함하고 있어 '모의해킹'(pen testing)을 시도하는 도구로 많이 사용되고 있다. 칼리 리눅스에 포함되어 있는 해킹 도구와 해킹툴은 컴퓨터 보안에 대한 학습 및 보안 취약점 점검 목적 등의 용도로만 사용해야 한다. 절대로 멀쩡한 웹 사이트를 해킹하거나 개인정보를 유출하는 등의 사이버 범죄 목적으로 사용해서는 안 된다.

## 현재 버전
칼리 리눅스의 버전은 「2021.1」이 2021년 5월 기준으로선 최신 버전이다.

## 한국어 글꼴
칼리 리눅스는 한국어 글꼴이 설치되어있지 않아, 처음에는 한글이 깨진 상태로 보인다. 한글 글꼴 문제를 해결하려면 아래와 같은 명령어를 터미널에 입력해야 한다.
sudo apt-get update && sudo apt-get full-upgrade
sudo apt-get install fonts-nanum 또는 sudo apt-get install fonts-noto
한글 키보드는 나눔폰트 기준으로 설치하면 자동으로 적용이 되는 것을 최근에 확인하였다.

## 같이 보기
- 백트랙 (운영 체제)